# Пребиотики
Пребио́тики — компоненты пищи, которые не перевариваются и не усваиваются в верхних отделах желудочно-кишечного тракта, но ферментируются микрофлорой толстого кишечника человека и стимулируют её рост и жизнедеятельность.

## Определение
В соответствии с ГОСТ Р 52349-2005 «Продукты пищевые. Продукты пищевые функциональные. Термины и определения»: 
Пребиотик (prebiotic) — физиологически функциональный пищевой ингредиент в виде вещества или комплекса веществ, обеспечивающий при систематическом употреблении в пищу человеком в составе пищевых продуктов благоприятное воздействие на организм человека в результате избирательной стимуляции роста и/или повышения биологической активности нормальной микрофлоры кишечника. 
Примечание: основными видами пребиотиков являются: ди- и трисахариды; олиго- и полисахариды; многоатомные спирты; аминокислоты и пептиды; ферменты; органические низкомолекулярные и ненасыщенные высшие жирные кислоты; антиоксиданты; полезные для человека растительные и микробные экстракты и другие.

## Свойства
Основным свойством пребиотиков является их избирательное стимулирование полезной для человеческого организма кишечной микрофлоры, к которой в первую очередь относятся бифидобактерии и лактобациллы. Бактерии были выделены как ключевые пробиотики и полезные кишечные бактерии, так как они могут оказывать полезное воздействие на хозяина с точки зрения улучшения пищеварения  и эффективности и внутренней силы иммунной системы.
Пребиотическим эффектом обладают:
- олигосахариды (соевый олигосахарид, фруктоолигосахариды, галактоолигосахариды);
- моносахариды (ксилит, раффиноза, сорбит, ксилобиоза и др.);
- дисахариды (лактулоза);
- полисахариды (целлюлоза, гемицеллюлоза, пектины, камеди, слизи, декстрин, инулин и др.);
- пептиды (соевые, молочные и др.);
- ферменты (протеазы сахаромицетов, b-галактозидазы микробного происхождения и др.);
- аминокислоты (валин, аргинин, глутаминовая кислота);
- антиоксиданты (витамины А, С, Е, каротиноиды, глутатион, Q10, соли селена и др.);
- жирные кислоты (эйкозапентаеновая кислота и др.);
- органические кислоты (уксусная, лимонная и др.);
- растительные и микробные экстракты (морковный, картофельный, кукурузный, рисовый, тыквенный, чесночный, дрожжевой и др.)
- и другие (лецитин, парааминобензойная кислота, лизоцим, лактоферрин, лектины, экстракты различных водорослей и др.)

Фруктозо-олигосахариды (ФОС) — не расщепляются в тонкой кишке, утилизируются только в толстой, без образования сахаров, а, следовательно, безопасны для больных сахарным диабетом.
Галакто-олигосахариды (ГОС) — комплекс углеводов, в который входят галактоза, глюкоза, N-ацетилглюкозамин и олигомеры фруктозы. Входят в состав грудного молока. Способствуют росту бифидобактерий.
Пищевые волокна — неусваиваемые углеводы, содержащиеся в продуктах растительного происхождения.
Пребиотики находятся в молочных продуктах, кукурузных хлопьях, крупах, хлебе, луке репчатом, цикории полевом, чесноке, фасоли, горохе, артишоке, спарже, бананах, плодах баобаба и многих других продуктах.
Среди БАД в продаже представлены так называемые «пребиотические комплексы».

### Функция
Большинство исследований пребиотиков было сосредоточено на воздействии, которое пребиотики оказывают на бифидобактерии и лактобациллы.
Эти бактерии были выделены в качестве ключевых пробиотиков и полезных кишечных бактерий, поскольку они могут оказывать несколько полезных воздействий на хозяина с точки зрения улучшения пищеварения (включая, но не ограничиваясь, усиление усвоения минералов) и эффективности и внутренней силы иммунной системы.
Бифидобактерии  и лактобактерии имеют различную пребиотическую специфичность и избирательно ферментируют пребиотическое волокно на основе ферментов, характерных для бактериальной популяции. Таким образом, лактобациллы предпочитают инулин и фруктоолигосахариды, в то время как бифидобактерии проявляют специфичность в отношении инулина, фруктоолигосахаридов, ксилоолигосахаридов и галактоолигосахаридов. Продукт, который стимулирует бифидобактерии, описывается как бифидогенный фактор, концепция, которая перекрывается, но не идентична пребиотику.
Исследования также показали, что пребиотики, помимо стимулирования роста полезных кишечных бактерий, могут также ингибировать (задерживать) рост вредных и потенциально патогенных микробов в кишечнике — таких как клостридий.
Галакто-олигосахариды улучшают усвоение кальция и его задержку в костной ткани, укрепляя ее, способствуют снижению развитие остеопороза. Применение фруктана цикория в течение 3 месяцев увеличивает усвоение кальция на 42% среди женщин в период постменопаузы, как в то же время трансгалактоолигосахариды и лактулоза увеличивают содержание кальция в организме на 16%.
Пребиотики могут ослабить деменцию и другие состояния, влияющие на память. Лактитол и лактулоза эффективны при лечении печёночной энцефалопатии и дисфункции печени.

### Механизм действия
Основной механизм действия — это ферментация, с помощью которой пребиотики используются полезными бактериями в толстой кишке.
В бифидобактериальном геноме содержатся гены, определяющие кодирование углеводомодифицирующих ферментов, и гены, которые кодируют углеводы, поглощающие белки́. Присутствие  этих генов указывает на то, что бифидобактерии содержат специфические метаболические пути, которые специализируются на ферментации и метаболизме растительных олигосахаридов или пребиотиков.